# 発色剤
発色剤（はっしょくざい）とは、それ自体は色を持たないが、肉類の色を鮮やかに見せるために添加される食品添加物。主に亜硝酸ナトリウムが使われ、硝酸ナトリウム・硝酸カリウムを併用することがある。ハム・ソーセージなどの食肉および魚肉加工品や鯨肉ベーコン、イクラや筋子に対して使用する。日本の法令では生鮮食肉や鮮魚への使用は認められていない。

## 作用
食肉は空気中でミオグロビンがメトミオグロビンに酸化されて褐色に変色する。亜硝酸ナトリウムを添加すると食肉中の乳酸と反応して亜硝酸を生じるが、これがヘム鉄をニトロシル化して、ニトロシルミオグロビンやニトロシルヘモグロビンを生じる。これらは赤色の物質であり、食肉製品に鮮やかなピンク色をもたらす。加熱すると、ニトロシルミオグロビンがより安定したニトロシルグロビンヘモクロムに変化し、発色作用が長期間持続する。適切な時間を越えて亜硝酸処理を行うとニトロシルミオグロビンが緑色を帯び、色が損なわれる。亜硝酸イオンには致死性のボツリヌス菌やサルモネラ菌、黄色ブドウ球菌の繁殖を抑制し、脂質の抗酸化作用を持つほか、食肉製品に快い風味をもたらす作用を持つため、原材料の重量比0.01%から0.02%ほど添加される。

## 歴史
ローマ時代に、硝酸カリウムを主成分とする硝石に、食肉に赤みと防腐作用を持たせることが知られていたが、1891年に、細菌の還元作用により硝酸塩から生じた亜硝酸塩の作用であることが明らかになった。

## 安全性
亜硝酸ナトリウムとたんぱく質が分解してできたジメチルアミンが化学反応を起こし発癌性物質であるジメチルニトロソアミンを生成するといわれている。そのため、その使用量は厳しく決められている。
亜硝酸ナトリウムはアスコルビン酸やエリソルビン酸が共存することで、ニトロソアミン類の生成が抑えられることがわかり、添加する際には同時に用いられている。